# Echinopsis sanguiniflora
Echinopsis sanguiniflora là một loài thực vật có hoa trong họ Cactaceae. Loài này được (Backeb.) D.R.Hunt mô tả khoa học đầu tiên năm 1991.